# Potsdam
Potsdam (pronunciado /ˈpɔt͡sdam/ⓘ) es una ciudad alemana ubicada en las inmediaciones de Berlín, junto al río Havel. Tiene una población estimada, a fines de 2021, de 183,154 habitantes.
Es la capital y ciudad más poblada del estado federado de Brandeburgo, 
La ciudad es conocida por su legado como la antigua residencia de los reyes de Prusia con sus numerosos y únicos complejos de palacios y parques y la importante ciudad burguesa. Los paisajes culturales fueron incluidos en 1990 por la UNESCO en su lista del patrimonio cultural y natural de la humanidad. Potsdam también fue incluida por la UNESCO en su Red de Ciudades Creativas en 2019, como "Ciudad del Cine".
El estudio cinematográfico Babelsberg, fundado en Potsdam en 1912 como el primer gran estudio cinematográfico del mundo, es un centro moderno de producción de cine y televisión.
Es célebre por el Palacio de Sanssouci. En la ciudad se encuentra el Instituto Leibniz de Astrofísica de Potsdam, dedicado al estudio de la actividad solar. Es además sede de la universidad homónima.

## Historia

### Origen y desarrollo en la Edad Media
Potsdam fue fundada probablemente después del siglo VII como un asentamiento de un pueblo eslavo alrededor de un castillo. Fue mencionada por primera vez en un documento en 993 como Poztupimi. En 1317 fue mencionada como una ciudad pequeña. Obtuvo su carta de población en 1345.

### Residencia prusiana y auge
En 1573 aún era una pequeña ciudad de mercado de 2000 habitantes. En la guerra de los Treinta Años (1618-1648), Potsdam perdió alrededor de la mitad de su población.
La fortuna de Potsdam cambió radicalmente cuando fue elegida en 1660 como residencia de caza de Federico Guillermo I, elector de Brandeburgo, el núcleo del poderoso Estado que más tarde se convertiría en el Reino de Prusia.
Después del Edicto de Potsdam en 1685, se convirtió en un centro de inmigración europea. Su libertad religiosa atrajo a gente de Francia (hugonotes), Rusia, los Países Bajos y Bohemia. El edicto aceleró el crecimiento de la población y la recuperación económica.
Más tarde, la ciudad fue residencia de la familia real prusiana. Los majestuosos edificios de las residencias reales se construyeron principalmente durante el reinado de Federico el Grande. Uno de ellos es el Palacio de Sanssouci (en francés: «sin preocupaciones»), proyectado por el arquitecto Georg Wenzeslaus von Knobelsdorff en 1744 y famoso por sus jardines formales e interiores rococó. Otras residencias reales son el Nuevo Palacio y la Orangerie.
En 1815, con la formación de la provincia de Brandeburgo, Potsdam se convirtió en la capital de la provincia hasta 1918, excepto por el período entre 1827 y 1843, en que la capital fue Berlín.
Berlín fue la capital de Prusia y más tarde del Imperio Alemán, pero la corte permaneció en Potsdam, donde se establecieron muchos funcionarios del Gobierno.
En 1914, el emperador Guillermo II firmó la declaración de guerra en el Nuevo Palacio de Potsdam. En 1918, al final de la Primera Guerra Mundial, la ciudad perdió su estatus de «segunda capital» de Alemania cuando Guillermo II abdicó y Alemania se convirtió en república.

### República de Weimar y nacionalsocialismo
La fortuna de la corona prusiana fue confiscada y en 1926 se transfirió a la recién fundada Administración de los Palacios y Jardines del Estado.
Al comienzo de la Alemania nazi, el 21 de marzo de 1933, se dieron la mano de una manera ceremonial el Presidente Paul von Hindenburg y el nuevo Canciller Adolf Hitler en la Garnisonkirche (Iglesia de la Guarnición) de Potsdam, en lo que pasó a la historia como el «Día de Potsdam», que simbolizó la alianza entre los militares y el nazismo. 
En abril de 1945, en el marco de la Segunda Guerra Mundial, la ciudad fue bombardeada por la Royal Air Force, que destruyó la mayor parte de su centro histórico, quedando Potsdam seriamente dañada.
Durante la mayor parte de la Segunda Guerra Mundial (1939-1945), la ciudad se había librado en gran medida de daños de guerra importantes. Sin embargo, en la noche del 14 al 15 de abril de 1945, la fuerza aérea aliada arrojó 1716 toneladas de bombas sobre Potsdam provocando la muerte de alrededor de 1600 personas. La demolición de los puentes más importantes sobre el Havel por parte de las unidades alemanas ya no pudo detener el avance del Ejército Rojo Soviético, que se mudó a Potsdam a finales de abril de 1945 y terminó con la guerra en la ciudad.

### Ocupación y división alemana

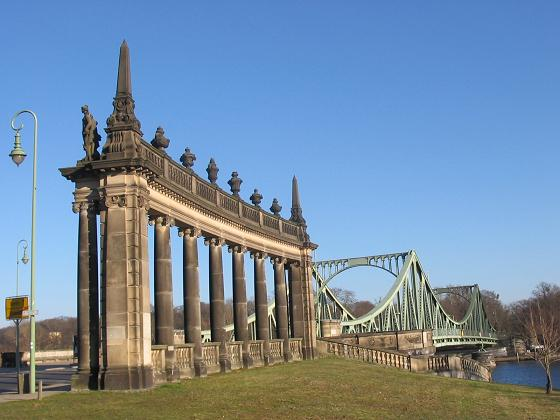
El puente Glienicke, usado para el intercambio de espías durante la Guerra Fría

Del 17 de julio al 2 de agosto de 1945, se celebró la Conferencia de Potsdam en el Palacio Cecilienhof de la ciudad. Los victoriosos líderes aliados Harry S. Truman, Winston Churchill y su sucesor Clement Attlee, así como Iósif Stalin, se reunieron para decidir el futuro de Alemania y la Europa de posguerra en general. Estados Unidos y la Unión Soviética tuvieron notables enfrentamientos por el control de Berlín. Por esto se dividió la capital alemana en cuatro sectores. La conferencia acabó con el Acuerdo de Potsdam y la Declaración de Potsdam.
El gobierno de Alemania del Este (formalmente conocida como la República Democrática Alemana, en alemán Deutsche Demokratische Republik, DDR) intentó eliminar los símbolos del militarismo prusiano. Muchos edificios históricos, algunos de ellos gravemente dañados por la guerra, fueron demolidos.
Potsdam, al suroeste de Berlín, quedó justo afuera de Berlín Occidental después de la construcción del Muro de Berlín. La elevación del muro no solo aisló a Potsdam respecto a Berlín Occidental, sino que también dobló el tiempo que se tardaba en llegar a Berlín Oriental. El puente Glienicke sobre el Havel conectaba la ciudad con Berlín Occidental y fue el escenario de algunos intercambios de espías durante la Guerra Fría.

### Después de la reunificación alemana
En 1990, con la reunificación alemana, Potsdam se convierte en capital del Estado de Brandeburgo. Una de las primeras decisiones del Consejo de la ciudad, que fue elegida libre y democráticamente en mayo de 1990 por primera vez desde 1933, fue la «aproximación cuidadosa al paisaje urbano histórico característico y evolucionado».
En abril de 1992, se volvió a abrir la conexión S-Bahn con Berlín, que se había interrumpido desde que se construyó el muro de Berlín en 1961.

## Política
El Estado Mayor de la Unión Europea (EUFOR) instaló en Potsdam los cuarteles operacionales centrales para su misión en la República Democrática del Congo.

## Geografía

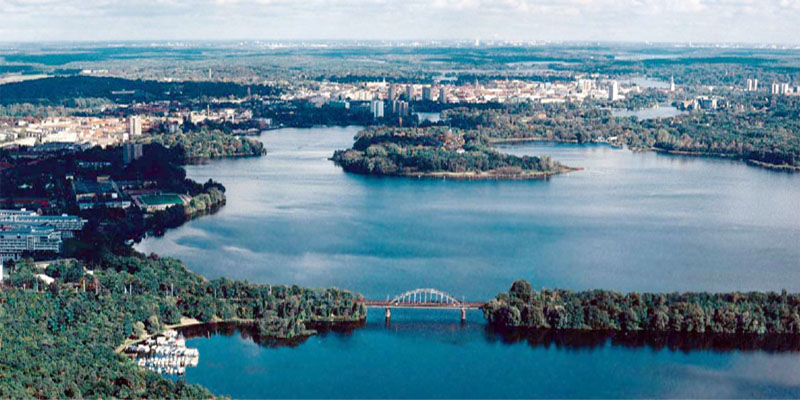
Lago de Templin al sur de Potsdam

La región está formada por una serie de grandes morrenas de la última edad de hielo. Hoy, la ciudad consta en sus tres cuartas partes de espacios verdes, con solo un cuarto de área urbana. Hay alrededor de veinte lagos y ríos en Potsdam, por ejemplo el Havel, los lagos de Griebnitz, Templin, Tiefer See, Jungfernsee, canal Teltow, Heiliger See y el Sacrower See. El punto más alto es el Kleiner Ravensberg (114 m s. n. m.)
Potsdam está dividida en siete distritos urbanos históricos y nueve nuevos Ortsteile (partes rurales), que se unieron a la ciudad en 2003. La apariencia de los distritos urbanos es bastante diferente. Los distritos del norte y el centro están formados principalmente por edificios históricos, mientras que el sur de la ciudad está dominado por amplias zonas de nuevas edificaciones.

## Educación
Con sus cinco universidades y numerosas otras instituciones de investigación no universitarias, Potsdam se ha establecido como una destacada sede científica nacional e internacional.

## Cultura

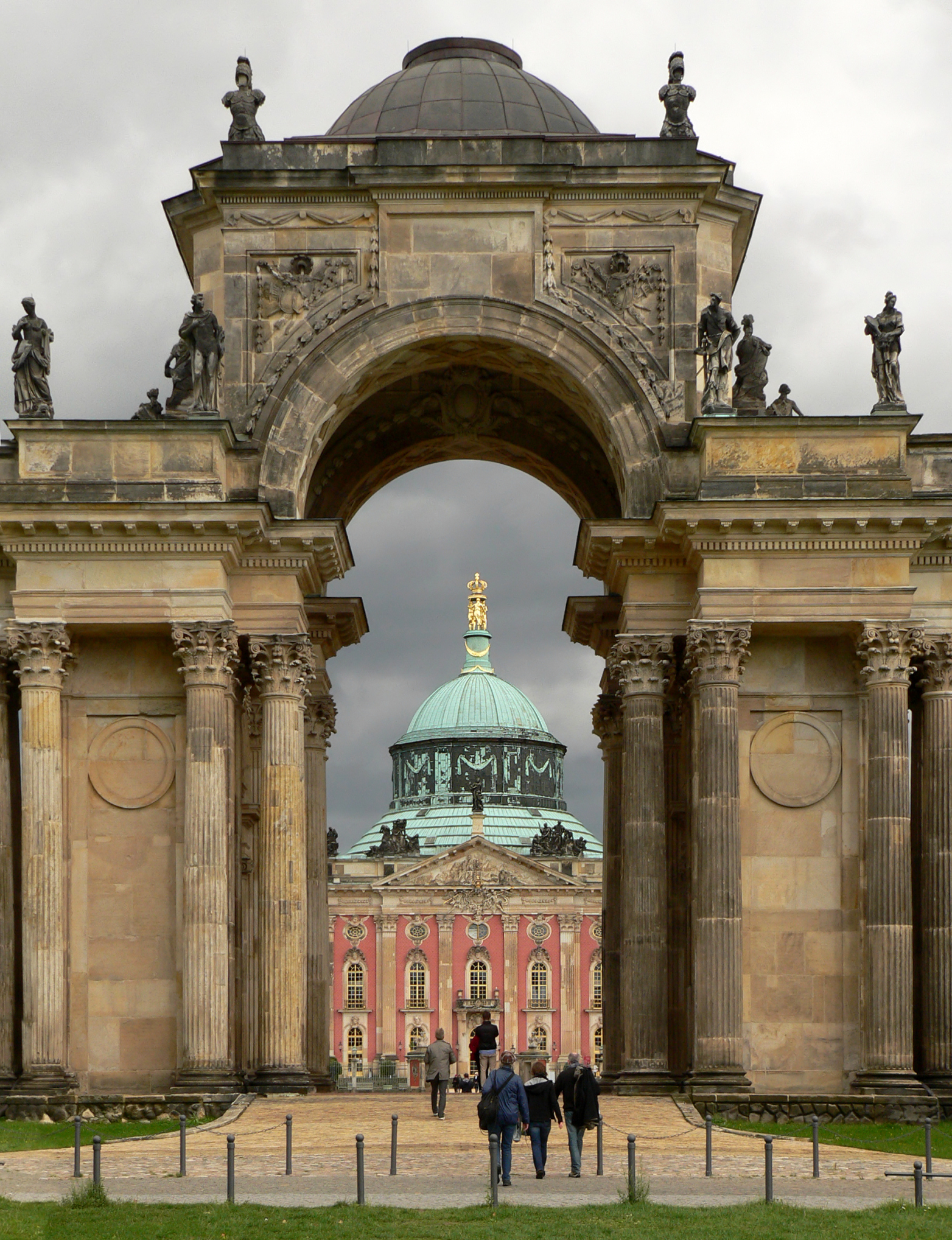
Vista del Nuevo Palacio a través de la puerta triunfal

En la cultura y arquitectura de la ciudad aún se aprecia que Potsdam fue históricamente un centro receptor de inmigrantes de otros lugares de Europa.

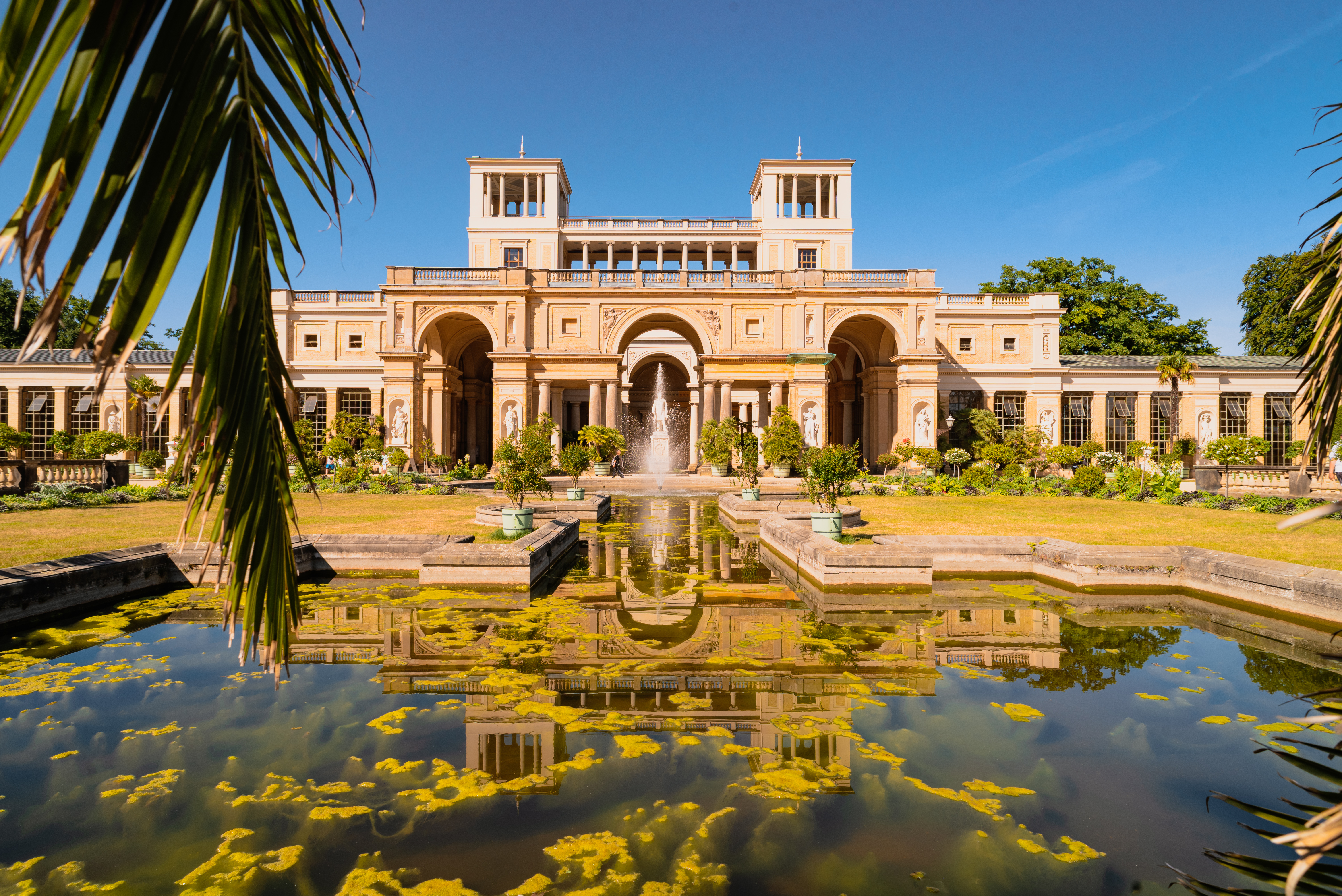
Palacio de la Orangerie

### Parque de Sanssouci
La atracción más popular en Potsdam es el parque de Sanssouci, a 2 km al oeste del centro de la ciudad. En 1744 el rey Federico II el Grande ordenó construir una residencia aquí, donde podía vivir sans souci (‘sin preocupaciones’, en el francés que se hablaba en la corte). El parque alberga varios edificios:
- El Palacio de Sanssouci, un palacio relativamente modesto de la familia imperial de Prusia y Alemania.
- El Palacio de la Orangerie, anterior palacio para invitados reales extranjeros.
- El Nuevo Palacio de Potsdam, construido entre 1763 y 1769 para celebrar el fin de la guerra de los Siete Años, en la que Prusia acabó con la dominación austriaca de siglos sobre los asuntos alemanes. Es mucho mayor que el de Sanssouci, con más de 200 habitaciones y 400 estatuas como decoración. Sirvió como casa de invitados para numerosos visitantes reales.
- El Palacio de Charlottenhof, un palacio neoclásico de Karl Friedrich Schinkel construido en 1826.
- Las Termas romanas, construidas por Karl Friedrich Schinkel y Ludwig Persius en 1829-1840. Es un complejo de edificios que incluyen un pabellón de té, una villa de estilo renacentista y una terma de estilo romano (del que toma su nombre la totalidad del complejo).
- La Casa de té china, un pabellón del siglo XVIII construido en estilo chino, a la moda de la época.

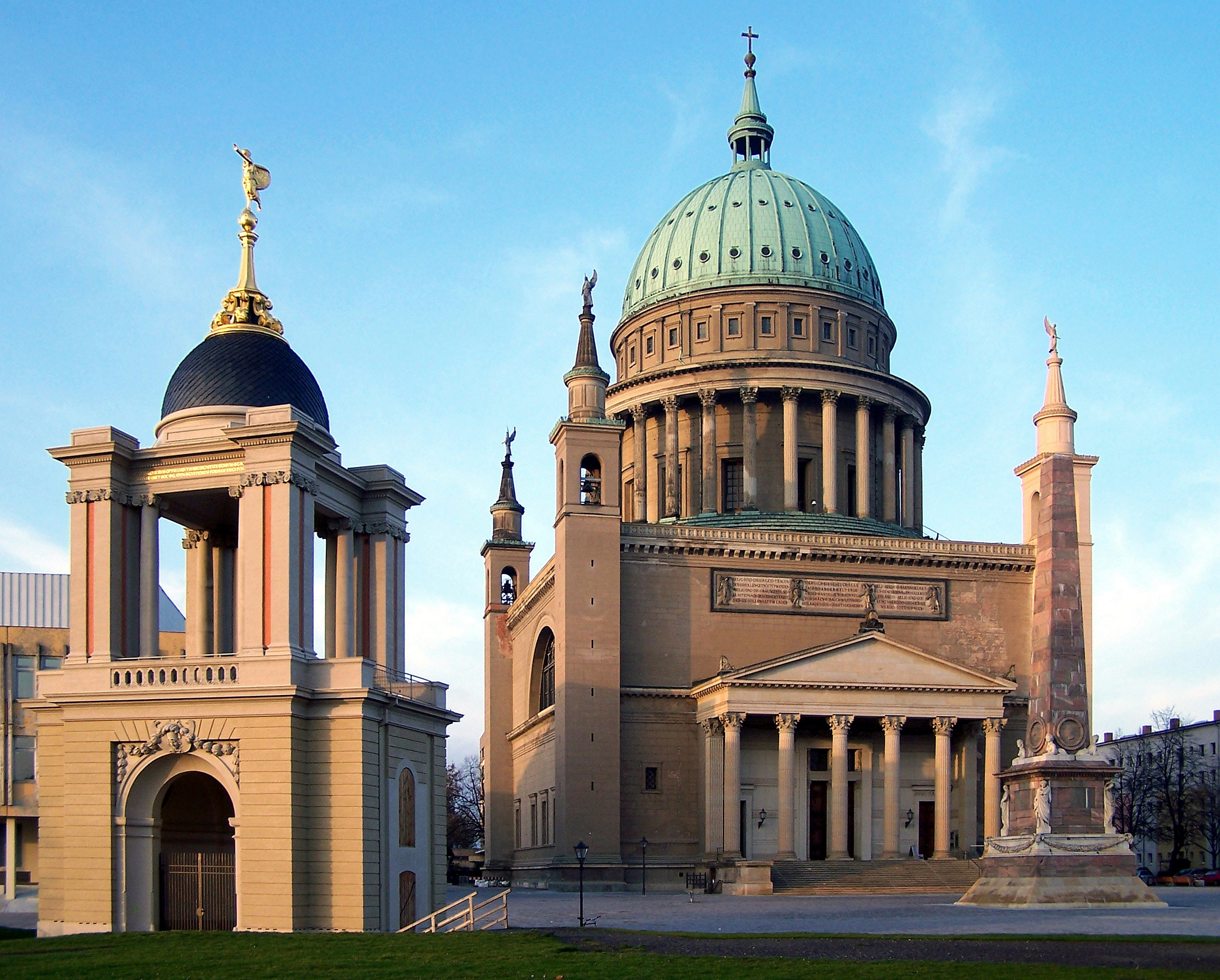
La Puerta de Fortuna y la iglesia de San Nicolás en el Antiguo Mercado

### Plaza del Antiguo Mercado
La Plaza del Antiguo Mercado es el centro histórico de Potsdam. Durante tres siglos fue el lugar donde se alzó el Palacio de la Ciudad (Stadtschloß), un palacio real construido en 1662. Bajo Federico II el Grande, el palacio se convirtió en residencia de invierno de los reyes prusianos. El palacio quedó seriamente dañado durante el bombardeo de 1945, y las autoridades comunistas lo demolieron en 1961, aunque en 2013 finalizó su parcial reconstrucción, en 2002 la Puerta de Fortuna fue reconstruida en su posición histórica original, que marcó el primer paso en la reconstrucción del palacio.
La plaza está dominada hoy por la cúpula de la iglesia de San Nicolás, edificada en 1837 en estilo clásico. Fue la última obra de Karl Friedrich Schinkel, quien diseñó el edificio pero no vivió para verlo acabado. Lo terminaron sus discípulos Friedrich August Stüler y Ludwig Persius.
La parte oriental de la plaza del Mercado está dominada por el Antiguo Ayuntamiento, erigido en 1755 por el arquitecto neerlandés Jan Bouman (1706-1776). Tiene una característica torre circular, coronada con un Atlas dorado que sostiene el mundo sobre sus hombros.

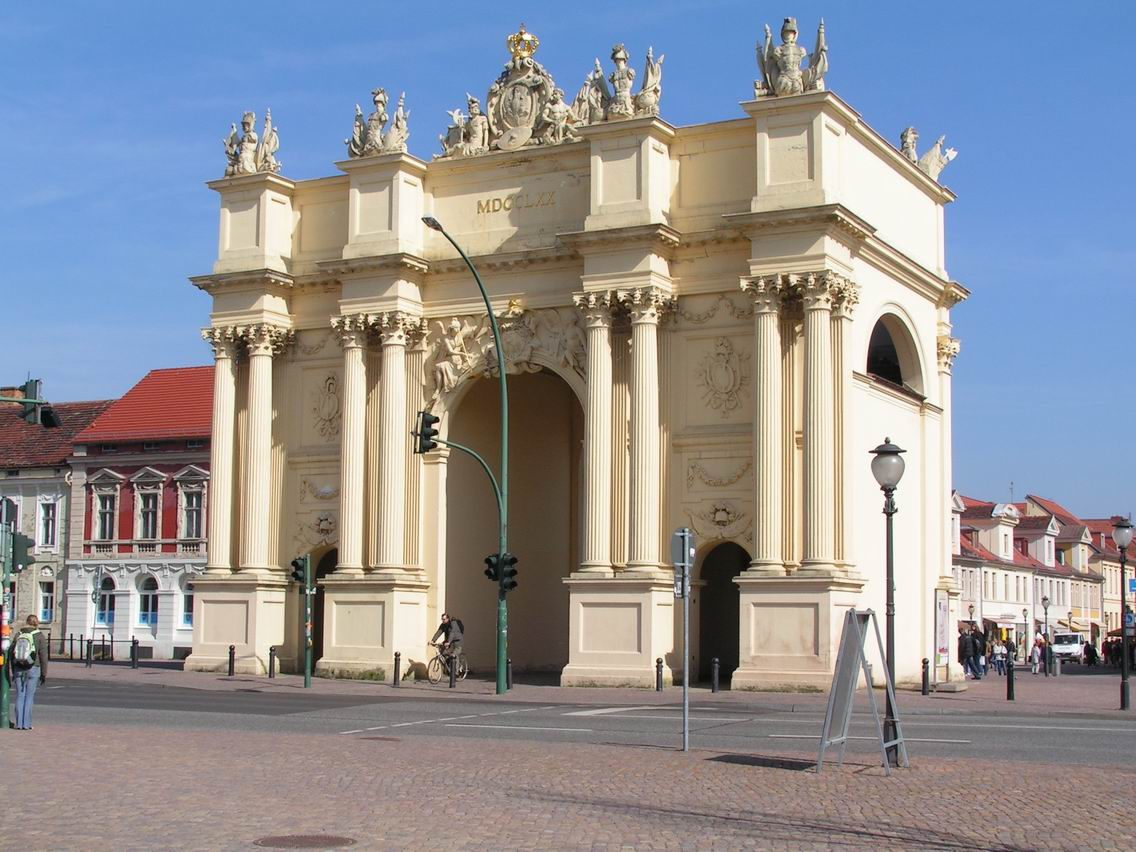
La Puerta de Brandeburgo de Potsdam

## Deporte
En Potsdam hay 2 equipos de fútbol, son: 1. FFC Turbine Potsdam que es femenino, su estadio es el Karl-Liebknecht-Stadion con capacidad para 10,499 espectadores y compite en la Bundesliga Femenina, y SV Babelsberg 03 que juega la Regionalliga Nordost y su estadio es el Karl-Liebknecht-Satdion capacidad para 10,787 y también compite en la DFB-Pokal.

### Otros monumentos y lugares de interés

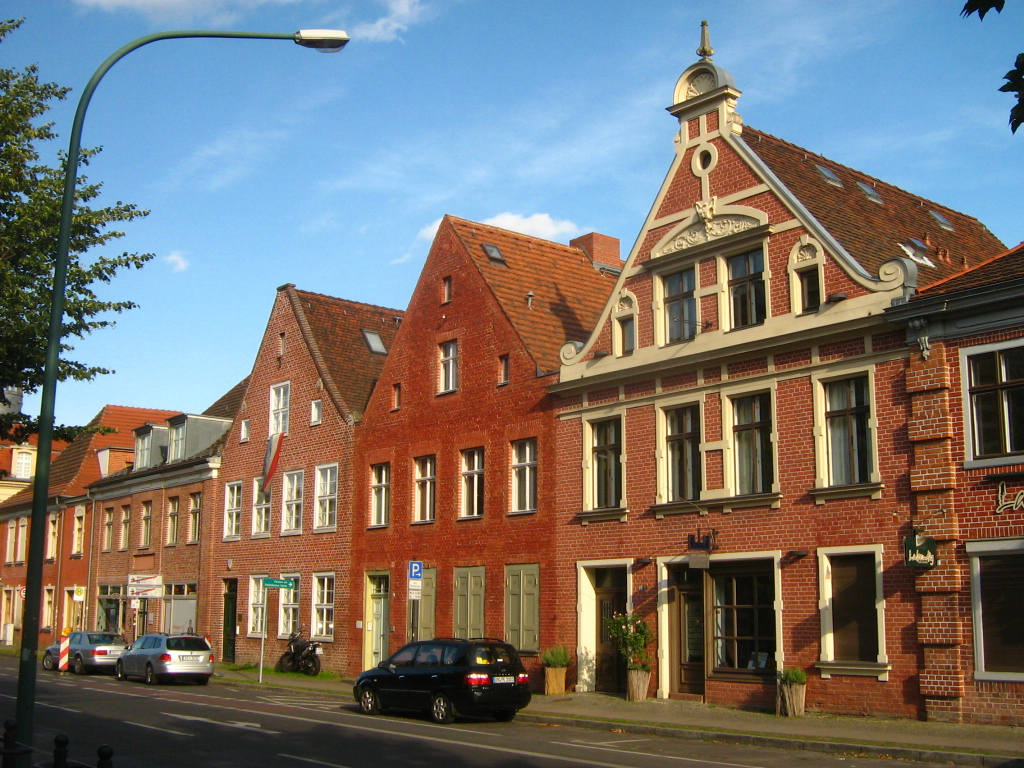
Barrio neerlandés

El Museo Barberini, abierto en 2017. Reúne y exhibe ciclicamente las colecciones del fundador de la pinacoteca, Hasso Pattner. Destacan las series de obra impersionista.
Al norte de la Plaza del Antiguo Mercado se hallan la Iglesia Francesa, erigida hacia 1750 por Boumann para la comunidad hugonote, y la Puerta de Brandeburgo (construida en 1770, y que no debe confundirse con la Puerta de Brandeburgo de Berlín).

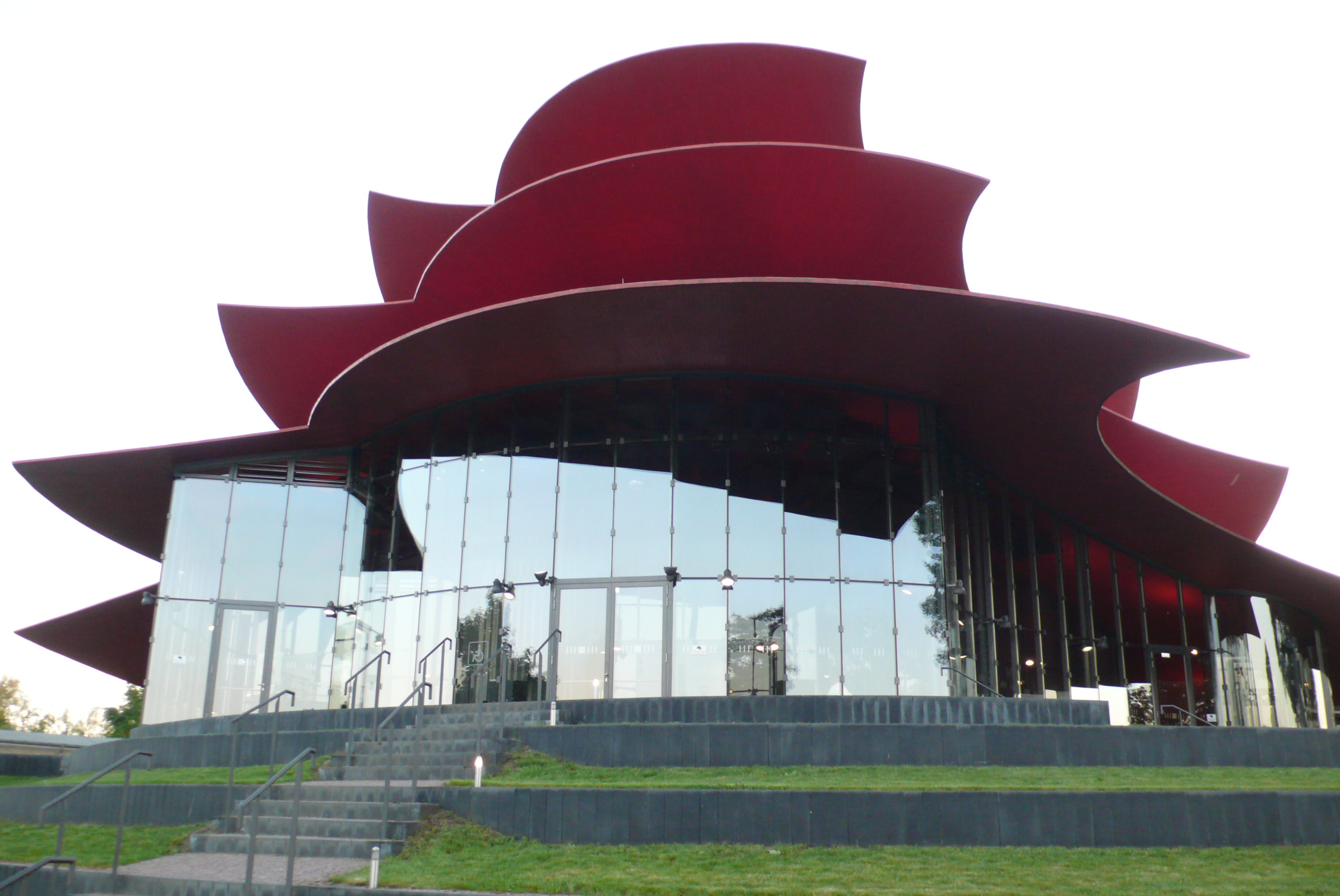
Teatro Hans Otto

Otro monumento de Potsdam es el Barrio Neerlandés, un conjunto de edificios que es único en Europa, con alrededor de 150 casas edificadas con ladrillos rojo al estilo neerlandés. Se construyó entre 1734 y 1742 bajo la dirección de Jan Bouman para los artesanos neerlandeses que habían sido invitados a establecerse aquí por el rey Federico Guillermo I. Hoy, esta zona es uno de los vecindarios más visitados de Potsdam.
Al norte del centro de la ciudad está la colonia rusa de Alexandrowka, un pequeño enclave de arquitectura rusa (incluyendo una capilla ortodoxa) construida en 1825 para un grupo de inmigrantes rusos. En 1999 la colonia fue declarada patrimonio de la Humanidad por la Unesco.
Al este de la colonia Alexandrowka se encuentra un gran parque, el Jardín Nuevo, que se diseñó en 1786 en estilo inglés, y consta de dos palacios; uno de ellos, el Palacio Cecilienhof, fue donde se celebró la conferencia de Potsdam en julio y agosto de 1945. El Palacio de Mármol se construyó en 1789 en el estilo del clasicismo.
Otra zona interesante de Potsdam es Babelsberg, un barrio al este del centro, que alberga los estudios cinematográficos UFA (Babelsberg Studio), y un extenso parque con algunos edificios interesantes, incluyendo el Palacio Babelsberg, un palacio neogótico diseñado por Schinkel. La Torre Einstein se levantó entre 1920 y 1924 por el arquitecto Erich Mendelsohn en lo alto del Telegraphenberg.
Potsdam también incluye un centro memorial en la antigua prisión de la KGB en Leistikowstrasse.